# 日窒コンツェルン
日窒コンツェルン（にっちつコンツェルン）は、野口遵によって設立された、日本窒素肥料（日窒・現在のチッソ：事業会社としてはJNC）を中心とする財閥である。15大財閥の1つ。

## 歴史
1906年、野口遵が曽木電気株式会社創立。1908年日本カーバイド商会と合併し、日本窒素肥料を設立。石灰窒素・硫安の製造に成功し拡大した。その後、人絹工業、合成アンモニアの製造にも成功。朝鮮にも進出し巨大化。工業中心の財閥を形成。設立者の苗字を取って「野口財閥」とも呼ばれていた。
第二次世界大戦の敗北により、総資産の90％近くを失い、戦後の財閥解体により日窒コンツェルンは解散した。

### 創立
大学を卒業した野口は、福島県郡山絹糸紡績会社の技師長として水力発電事業に取組んだ。次に、シーメンス東京事務所に移ると、同じく水力電気事業のコンサルタント、エンジニアリング、電力利用設備のマーケティングを経験した、
1906年（明治39年）に独立して曽木電気を興すと、鹿児島県川内川に出力880 kWの水力発電所を建設した。また熊本県水俣まで送電して、45人の小工場ながら藤山常一と日本カーバイド商会を設立した。野口はこれを石灰窒素肥料の一貫生産とすべく、また、川内川の流量からは6,000 kWの発電が可能になるとして、ジーメンス社の前東京支社長、ケイラーの尽力を受け、野口と藤山は1908年に2月に渡欧した。
イタリアでは石灰窒素製造特許の保有会社シアナミド社（シーメンスの子会社）から日本国内での製造権を譲り受けた。また、チャナミーデー総合商会からは4月27日、80万円でフランク・カロー式石灰窒素法による石灰窒素肥料の製造販売特許実施権を購入契約した。この製造法は、鉄製密閉容器中のカーバイド粉末を通電した炭素電極で加熱し、窒素ガスで接触させて反応終了するまで約１日間ほど容器内に留める断続式石灰窒素製造法で、ドイツでは1901年に製造開始されていたが生産効率が悪い製造法であり、ハーバー・ボッシュ法はまだ実用化されていなかった。二人はベルリンで、発明者のニコデム・カロー博士から種々の伝授を受けた。
特許権を手にした野口は、曽木電気と日本カーバイド商会を合併、日本窒素肥料株式会社を設立した。出資の関係から大阪商船社長の中橋徳五郎が会長となり、野口は専務取締役、藤山常一は常務取締役となった。1909年5月、水俣にフランク・カロー式石灰窒素工場を建設した。日窒コンツェルンは、この日本窒素肥料を中心に発展を遂げることになる。

### 日本窒素肥料の発展
当初の石灰窒素事業は必ずしも順調ではなく、藤山が世界で初めて連続的生産方法を開発したものの、製品の窒素含有量が少ないなど技術的課題があった。工場で製造を指導していたのは藤山であったが、創業間もない企業として製品化を急いでいたこともあり、野口は藤山を押しのけ悪戦苦闘の末に最初の製品を作り上げた。しかしこのことで藤山は日本窒素肥料を去り、三井の資本で電気化学工業を設立し強力な競争相手となった。
1914年の第一次世界大戦の影響で、それまで日本市場の過半を占めていたイギリスからの硫安の輸入が途絶し、硫安の市場価格は3倍近くに急騰し、高値は1918年まで続いた。日本窒素肥料は国内原料と自家発電を利用していたため生産費の上昇がなく、大戦中に大きな利益を上げた。
得られた資金を原資に事業拡大を考えていた野口は、戦争が終結したヨーロッパに1921年赴き、ドイツのグランツシュトフ社のビスコース人造絹糸技術、イタリアのルイジ・カザレー発明のカザレー式アンモニア合成法の技術導入を決めた。この二つの技術を実現するために、ベンベルグ絹糸製造の旭絹織物、アンモニア合成の延岡工場が建設された（いずれも現在の旭化成の前身）。
人絹糸を処理するときに得られるニトロセルロースは綿火薬の原料であり、平和産業から戦時産業へ転換可能な製品である。またカザレー式アンモニア合成法の導入により、森矗昶の昭和肥料（後の昭和電工、現・レゾナック・ホールディングス）と激しく競争しながら日窒は国内総生産高の多くを占めるにいたった。

### 朝鮮への進出

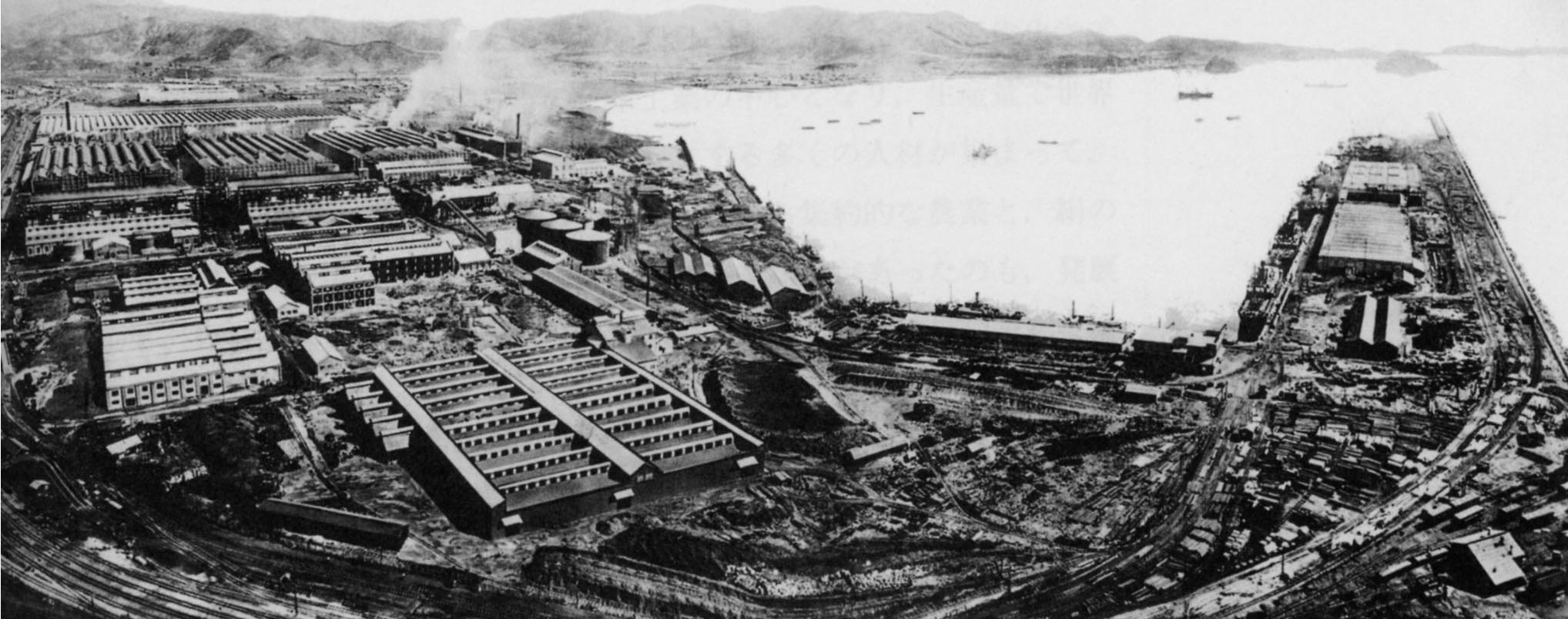
朝鮮窒素肥料 興南工場

野口は水俣工場、延岡工場を拡張しながら、更に朝鮮でも大規模硫安製造業の建設を行った。1925年6月、朝鮮総督府から蓋馬高原の鴨緑江支流の赴戦江[韓国語版]の水利権を得て、20万kWの赴戦江発電所[韓国語版]を建設した。これにより1926年1月に朝鮮水電株式会社、翌1927年5月には、朝鮮窒素肥料株式会社が設立された。1933年5月には長津江[韓国語版]、1937年1月には虚川江の電源開発に着手、合計12箇所の発電所で87万kWの電源を確保した。
これら蓋馬高原に建設したダムによる大電力を利用して、ダム群の日本海側にあたる咸鏡南道咸興郡には興南、永安、本宮の3工場が建設された。これらの工場では主に合成アンモニアを原料にした硫安、硫燐安などの肥料が製造されたが、他にも油脂、石炭低温乾留、アルカリ、カーバイド、火薬、金属精錬など多角的な化学工業が展開された。
興南地区には、朝鮮窒素肥料など10社を超える子会社、関連会社が設立され、面積は1980万m2、従業員は4万5千人、家族を含めた総人口は18万人に達していた。設備能力では水電解設備は世界第1位、硫安は年産能力50万tで世界第3位と、世界屈指の化学コンビナートに成長した。これらの事業の中心は水俣の本社工場とともに、朝鮮の興南地区に置かれた。

### 終戦までの事業拡大

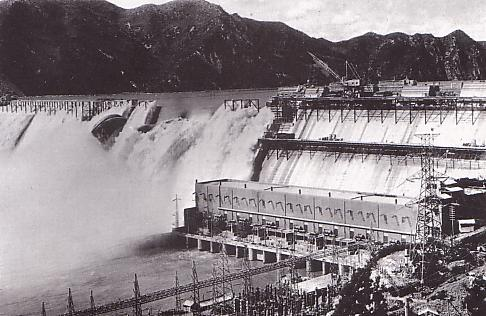
水豊ダム

更なる事業の拡大のため、豊富な水源を有する鴨緑江本流の電源開発に取り掛かり、満州国政府、朝鮮総督府との共通事業として、七つのダムによる165万kWの発電計画を策定した。1937年8月には水豊発電所の建設に着手したが、堰堤900m、高さ106m、貯水湖の広さ345km2と、霞ヶ浦の2倍、人造湖としては当時世界第2位の規模であった。水豊発電所の70万kW設備は1944年には殆ど完成していたが、第2期70万kWの設備は工事半ばにして敗戦を迎えた。
鴨緑江の電源開発と平行して、朝鮮の灰岩工場で石炭直接液化によるガソリン・エタノール、興南地区の竜興工場で航空機燃料のイソオクタン、水豊ダム下流の青水工場でカーバイド、アセチレンブラック、南山工場で合成ゴム、吉林では人造石油の製造にも取り組みが続いた。これらの他にも、中国の華北、台湾、海南島、スマトラ、ジャワ、マレー半島、シンガポールなどでも製造・電源開発・鉱石採掘などの事業を試みたが、いずれも1945年の敗戦により事業半ばに終わった。主要拠点である朝鮮の資産など、全財産の8割を喪失し、GHQの財閥解体令を待たずに日窒コンツェルンは実質的に瓦解した。

### 日窒コンツェルンの特徴
野口が日窒コンツェルンを成長させた手法にはいくつかの特徴があった。
一つ目は、当時の先進技術を活用したことである。
当時最新の化学工業技術を特許と共にヨーロッパから導入した。当時の野口は希少な知識を有する技術者であった（当時東京帝国大学電気工学科の卒業生は1～4人、野口の年次に初めて10人を越す在籍者となった）。また事業確立のためフランク・カローの特許を入手する際には、三井、古河などの既存大財閥との競争になったが、シーメンスに勤めた人脈を最大限に活用できたことも大きかった。シーメンスとの友好関係はその後も変わらず、ドイツからの技術導入とシーメンスの日本での発電事業・電力応用設備市場拡大の相互依存関係を続けた。
二つ目は、電気化学の工業化事業モデルを確立したことである。
電気化学では、ダム建設による水力発電により電力を確保し、大量に供給される電力を利用して電気化学工場で肥料、火薬を製造する。電力が安いほど競争力が得られることから、大規模化のメリットを享受しやすい構造を有しており、朝鮮半島北部の豊富な水資源、特に鴨緑江に注目して朝鮮へ進出することで、装置産業としての効率を上げることができた。
三つ目は、政商としての側面である。
窒素肥料は近代化の遅れた日本の農村ではあまり需要は伸びず、日露戦争の反動不況から経営危機に直面したが、第一次世界大戦の勃発により火薬の原料となる硫安、チリ硝石の需要急増で大きな利益を得ることができた。また当時朝鮮総督の宇垣一成や軍関係者は朝鮮半島の軍事工業基地化を目指しており、日窒には好意的であり、様々な融資を引き出すことができた。更に水豊ダム建設などの巨大プロジェクトにおいては、満州国政府、朝鮮総督府との国策的な共同事業として事業資金についても便宜が図られるなどした。

### 傘下企業（1937年時点）
- 日本窒素肥料（現チッソ・JNC）
- 朝鮮窒素肥料
- 長津江水電
- 朝鮮石炭工業
- 日窒鉱業（現ニッチツ）
- 日本窒素火薬
- 朝鮮窒素火薬
- 新興鉄道
- 日窒火薬販売
- 旭ベンベルグ絹糸（現旭化成）
- 朝鮮送電
- 日本マグネシウム金属
- 雄基電気
- 朝鮮ビルディング
- 日窒宝石
- 富田商会（現・センコー）
- 草津硫黄鉱業
- 朝鮮石油
- 日本水電
- 東洋工業(現・マツダ)
- 東洋水銀鉱業
- 瑞豊鉄道
- 日窒證券

### 沿革
- 1906年（明治39年）1月12日 曽木電気株式会社創立
- 1907年（明治40年）3月 日本カーバイド商会設立
- 1907年（明治40年）8月14日 曾木発電所第一期工事完成（発電機１台800kW）
- 1908年（明治41年）4月27日 アドルフ・フランク（ドイツ語版）、ニコデム・カロー（ドイツ語版）両名の石灰窒素製造に関する日本帝国における特許実施権を買収
- 1908年（明治41年）8月20日 日本カーバイド商会と合併、社名を日本窒素肥料株式会社と改める
- 1909年（明治42年）1月27日 中橋徳五郎 取締役会長、野口遵 専務取締役、藤山常一 常務取締役に就任。この年に曾木発電所第二期工事完成[5]
- 1909年（明治42年）11月 フランク・カロー式石灰窒素製造法による肥料工場を水俣に建設、石灰窒素の製造研究着手
- 1912年（明治45年）2月 常務取締役 藤山常一辞任
- 1914年（大正3年）5月 鏡工場竣工、石灰窒素、硫安の製造開始
- 1915年（大正4年） この頃第一次世界大戦の影響で、肥料価格暴騰
- 1916年（大正5年）9月 水俣工場の拡張、新工場の建設開始
- 1916年（大正5年）12月12日 内大臣川発電所竣工、鏡工場に送電開始
- 1917年（大正6年）10月25日 川内川発電所一部完成、水俣新工場への送電開始
- 1921年（大正10年）12月12日 カザレー式アンモニア合成法特許実施権購入の契約
- 1923年（大正12年）12月 延岡工場製造開始
- 1925年（大正14年）10月26日 本社を大阪市北区宗是町に移す
- 1926年（大正15年） 朝鮮水電株式会社設立（朝鮮咸鏡南道赴戦江の水利を利用した発電事業）
- 1926年（大正15年）9月16日 信越窒素肥料株式会社設立（工場を直江津におき、九州鏡工場の肥料製造装置を移設）
- 1927年（昭和2年）4月 水俣新工場（カザレー式）製造運転開始
- 1927年（昭和2年）5月2日 朝鮮窒素肥料株式会社創立
- 1928年（昭和3年）1月1日 朝鮮窒素 西湖津工場を興南工場と改称。
- 1929年（昭和4年）4月7日 日本ベンベルグ絹絲株式会社設立
- 1929年（昭和4年）10月 朝鮮窒素肥料 興南工場第1期工事完成
- 1929年（昭和4年）11月 赴戦江水電第1期工事完成
- 1930年（昭和5年）1月15日 朝鮮窒素肥料が朝鮮水電を合併
- 1930年（昭和5年）12月4日 日本窒素火薬株式会社を設立
- 1931年（昭和6年）5月21日 延岡アンモニア絹絲株式会社設立
- 1931年（昭和6年）11月16日 昭和天皇が水俣工場に行幸
- 1933年（昭和8年）5月4日 旭ベンベルグ絹絲株式会社設立
- 1933年（昭和8年）5月11日 長津江水電株式会社設立
- 1934年（昭和9年）4月30日 朝鮮総督府の電力統制計画に基づき、長津江水電の発電電力を平壌に送電する電気事業経営許可
- 1934年（昭和9年）5月16日 朝鮮送電株式会社設立
- 1934年（昭和9年）6月13日 日本マグネシウム金属株式会社設立
- 1935年（昭和10年）3月18日 朝鮮石炭工業株式会社設立
- 1935年（昭和10年）4月4日 大豆化学工業株式会社設立
- 1935年（昭和10年）4月23日 日窒鉱業株式会社設立
- 1935年（昭和10年）4月24日 朝鮮窒素火薬株式会社設立
- 1935年（昭和10年） 朝鮮石油株式会社設立
- 1935年（昭和10年）10月15日 昭和天皇が旭ベンベルグ絹絲延岡工場に行幸
- 1935年（昭和10年）5月12日 株式会社朝鮮ビルディング設立
- 1936年（昭和11年）7月20日 日窒宝石株式会社設立
- 1936年（昭和11年）8月 朝鮮窒素肥料 本宮カーバイド、石灰窒素工場の工事完成、一部運転開始
- 1936年（昭和11年）11月 長津江水電第1,第2発電所発電開始
- 1937年（昭和12年）水豊ダムを満州国と朝鮮の電力確保の為に、鴨緑江下流の平安北道新義州府の日満国境に建設を開始
- 1937年（昭和12年）3月17日 日窒証券株式会社設立
- 1942年（昭和17年）5月5日 社長野口遵　勲一等瑞宝章
- 1943年（昭和18年）4月5日 日窒火薬を合併し、社名を日窒化学工業に変更
- 1944年（昭和19年）1月15日 代表取締役社長 野口遵死去
- 1944年（昭和19年）3月 水豊ダム、水豊発電所が竣工
- 1945年（昭和20年）3月12日 日窒航空工業株式会社設立（航空機用強化木製造）
- 1945年（昭和20年）8月9日　水豊発電所の発電機がソ連軍（赤軍）侵攻により略奪被害

## 関連する企業（現在）
- チッソ
  - JNC
  - JNC石油化学
  - ジェイカムアグリ
- 積水化学工業
  - 積水樹脂
  - 積水化成品工業
  - 湘南積水工業
  - 徳山積水工業
- 積水ハウス
- 旭化成
  - 旭有機材
- センコーグループホールディングス
- マツダ
- ニッチツ
- 信越化学工業
  - 信越ポリマー
  - 信越石英
  - 信越半導体
- 日本ガス - 南国殖産翼下
  - 宮崎ガス
- 九州電力 - 日本水電九州部門などが母体
  - 九電工